# Matt Wagner
Matt Wagner (9 de outubro de 1961) é um escritor e desenhista americano, conhecido por seu trabalho em histórias em quadrinhos. É o criador das premiadas séries Mage e Grendel, além de ter escrito e/ou desenhado inúmeras séries significativas para a DC Comics, como Sandman Mystery Teatre, Green Arrow e Madame Xanadu, recebendo pela última inúmeras indicações ao Eisner Award.

## Carreira
A arte e/ou os roteiros de Wagner constam nas seguintes obras:
- Grendel (Comico / Dark Horse Comics[1], 1983-)
- Mage (Comico / Image Comics, 1984-)
- The Demon (DC Comics, 1987)
- The Terminator: One Shot (graphic novel, com roteiros de James Robinson, Dark Horse Comics, 1991)[2]
- Doctor Mid-Nite (DC, 1999)
- Batman/Superman/Wonder Woman: Trinity[3] (DC, 2003)
- Batman: Faces, publicada na revista Legends of the Dark Knight (DC)
- Batman/Riddler: The Riddle Factory (DC)
- Sandman Mystery Theatre (DC)
- Batman: Dark Moon Rising:[4]
  - Batman and the Monster Men (minissérie em seis edições, DC, 2006)
  - Batman and the Mad Monk (minissérie em seis edições, DC, 2006–2007)
- Zorro (Dynamite Entertainment, 2007[5])
- Madame Xanadu (com arte de Amy Reeder Hadley[6], Vertigo, 2008–2010)
- The Green Hornet: Year One (com arte de Aaron Campbell, Dynamite Entertainment, 2009[7])
- Zorro Rides Again (com arte de Esteve Pols, Dynamite Entertainment[8], 2011)

## Prêmios e indicações
Wagner já foi inúmeras vezes indicado ao Eisner Award, em diversas categorias:
- 1988: Indicado à categoria "Melhor Escritor" por Grendel

- 1993:
  - Vencedor da categoria "Melhor série limitada" com Grendel: War Child
  - Indicado à categoria "Melhor Artista/Escritor", por Legends of the Dark Knight: "Faces"
  - Indicado à categoria "Melhor Capista" por Legends of the Dark Knight: "Faces"
  - Indicado à categoria "Melhor Arte-Finalista", por Grendel: War Child

- 1995: Indicado à categoria "Melhor Escritor", por Sandman Mystery Theatre

- 1999:
  - Vencedor da categoria "Melhor Antalogia" com Grendel: Black, White, and Red
  - Vencedor da categoria "Melhor História Curta", com "Devil's Advocate", publicada em Grendel: Black, White, and Red #1
  - Indicado à categoria "Melhor Escritor", por Grendel: Black, White, and Red

- 2009:[9][10]
  - Indicado à categoria "Melhor Escritor" por Zorro e Madame Xanadu
  - Indicado à categoria "Melhor Capista" por Zorro e Grendel: Behold the Devil
  - Madame Xanadu foi indicada à categoria "Melhor Série Nova"